# Iglesia Protestante Afrikáner

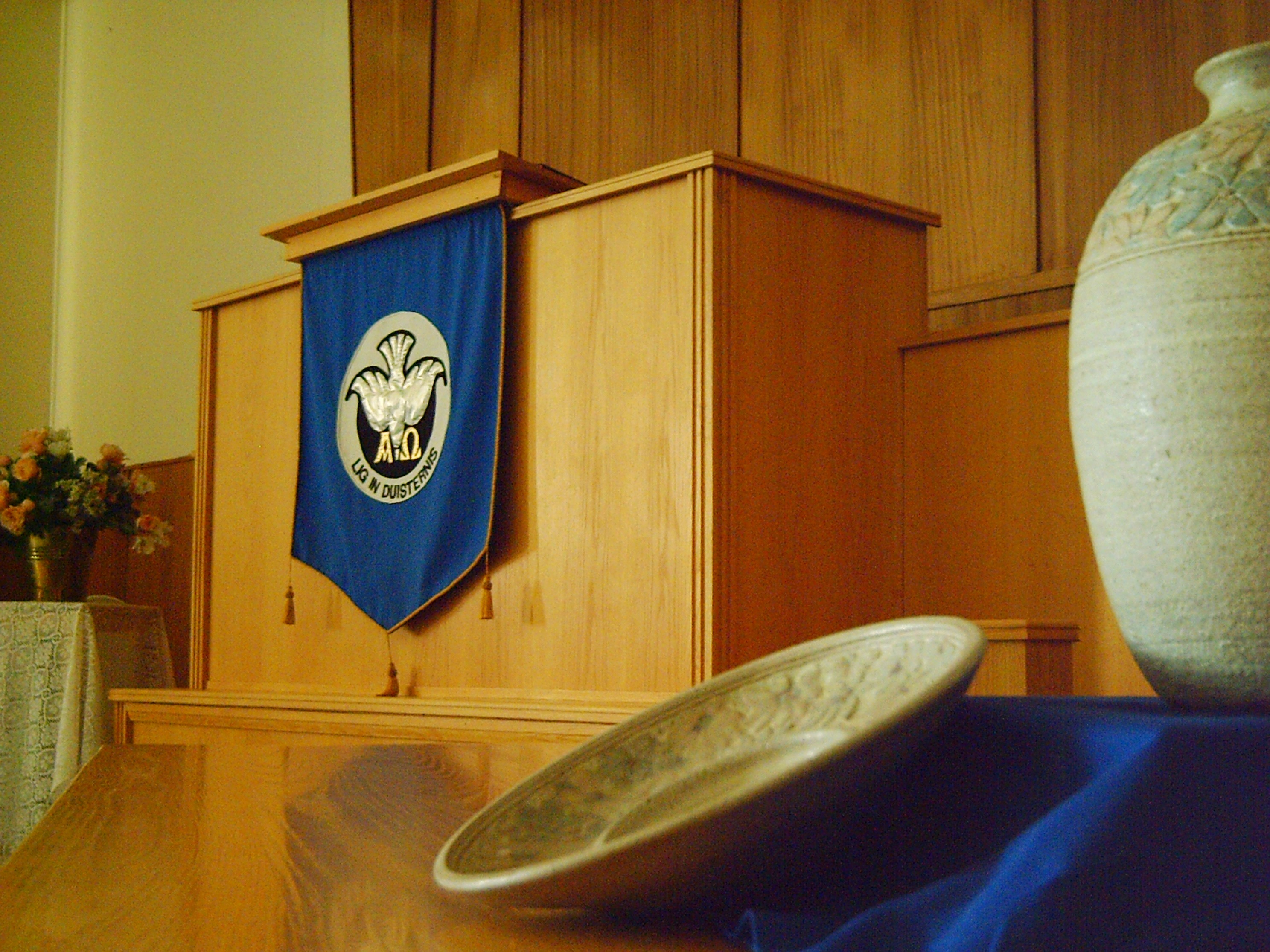
Púlpito de la Iglesia Protestante Afrikáner en Orania.

La Iglesia Protestante Afrikáner (en afrikáans: Afrikaanse Protestante Kerk) es una Iglesia Calvinista reformada que surgió en 1987 de una escisión de la Iglesia Reformada Holandesa.
Iglesia minoritaria, sus fundadores eran partidarios del apartheid y rechazaron la teología evolutiva de la Iglesia Reformada Holandesa y la condena del apartheid en 1986.
La unificación de los mestizos de la Iglesia Reformada Holandesa, confirmó la división en 1992.
La Iglesia Protestante Afrikáner reclamaba en el momento de su fundación no menos de 30.000 fieles, exclusivamente afrikáneres, principalmente del Transvaal. Hoy está establecida no solo en Sudáfrica sino también en Namibia y cuenta con cerca de 35.000 fieles y 241 parroquias.